# Hilbertova věta o bázi
Hilbertova věta o bázi je matematické tvrzení z oboru komutativní algebry. Obvykle bývá formulována:
Je-li R noetherovský okruh, pak je okruh polynomů R[X] také noetherovský.
Německý matematik David Hilbert ji dokázal v roce 1888, stejně jako dokázal Hilbertovou větu o nulách.